# طائر الجنة غولدي
طائر الجنة غولدي (الاسم العلمي Paradisaea decora)، طائر من طائر الفردوس وفصيلة الفردوسيات. أعطانه أرخبيل دانترا کاسترو، والجزر الشرقية لبابوا غينيا الجديدة. قوته الرئيسي الفواكه. طوله نحو 33 سم. سُمي بالغولدي نسبةً إلى جامع الطيور الإسكتلندي أندرو غولدي الذي أكتشف الطائر عام 1882. وهو ضمن القائمة الحمراء للأنواع المهددة بالانقراض. بسبب فقدان موائله الطبيعية.

## وصلات خارجية
- BirdLife Species Factsheet